# Lenguas semíticas centrales
Las lenguas semíticas centrales son un grupo clasificatorio intermedio de las lenguas semíticas, de las cuales los miembros más importantes son el árabe, el hebreo y el arameo. De hecho constituyen el grupo demográficamente más numeroso y con mayor número de lenguas.
El desacuerdo está generalmente en la relación del árabe (y de viejos dialectos árabes del norte) con las lenguas semíticas noroccidentales y los otros idiomas de la parte oeste de la rama.
La distinción principal entre el árabe y las idiomas del noroeste del semítico es la presencia de plurales quebrados en la primera. La mayoría de sustantivos árabes forma plurales de este modo, mientras que casi todos los sustantivos en las idiomas del noroeste de las lenguas semíticas forman sus plurales con un sufijo.

## Comparación léxica
Los numerales en diferentes lenguas semíticas centrales:
| GLOSA | PROTO- SEM. NOc. | Árabe    | PROTO- SEM. Cen. |
| ----- | ---------------- | -------- | ---------------- |
| '1'   | *ʔaḥad           | waḥid    | *ʔaḥad           |
| '2'   | *ṯināyim         | ʔi-ṯnāni | *ṯināyin         |
| '3'   | *ṯalāṯ           | ṯalāṯ    | *ṯalāṯ           |
| '4'   | *ʔarbaʕ          | ʔarbaʕa  | *ʔarbaʕ          |
| '5'   | *ḫamiša          | ḫamsa    | *ḫamša           |
| '6'   | *šiṯṯa           | siṯṯa    | *šiṯṯa           |
| '7'   | *šabʕa           | sabʕa    | *šabʕa           |
| '8'   | *ṯamānya         | ṯamāniya | *ṯamānya         |
| '9'   | *tišʕ            | tisʕa    | *tišʕa           |
| '10'  | *ʕaśr            | ʔašara   | *ʕaśr(a)         |
En la tabla anterior se ha usado la transcripción semitológica /ḥ, ṯ, ś, š, ḫ/ para las fricativas que usualmente se escriben mediante AFI como /ħ, θ, ɬ, ʃ, x/.
- Datos: Q3433228